# Día Mundial de las Telecomunicaciones y la Sociedad de la Información
El Día Mundial de las Telecomunicaciones y de la Sociedad de la Información es una jornada que se celebra el 17 de mayo desde 1969 y fue establecida en 1973 por la Unión Internacional de Telecomunicaciones (UIT), Asamblea General de las Naciones Unidas.

## Proclamación
El Día Mundial de las Telecomunicaciones y de la Sociedad de la Información (WTISD, por sus siglas en inglés) celebra significativos hitos históricos que han marcado la evolución de las comunicaciones y la tecnología de la información a nivel global. Esta conmemoración abarca tres periodos cruciales que destacan la importancia de la UIT y su influencia continua en la sociedad moderna:
1. Fundación de la UIT y el Primer Convenio Telegráfico Internacional en mayo de 1865.[1] Este evento sentó las bases para la cooperación internacional en las telecomunicaciones y la institución del Día Mundial de las Telecomunicaciones en 1969 que fue oficialmente designado en 1973 durante la Conferencia de Plenipotenciarios de la UIT en Málaga-Torremolinos, España, marcando un momento crucial para reconocer el impacto global de las telecomunicaciones.[2]
2. En noviembre de 2005, la Cumbre Mundial sobre la Sociedad de la Información[3] solicitó a la Asamblea General de las Naciones Unidas proclamar el Día Mundial de la Sociedad de la Información. Este acto buscaba resaltar la relevancia de las Tecnologías de la Información y Comunicación (TIC) y los desafíos emergentes en la sociedad digital. En respuesta, la Asamblea General estableció oficialmente este día el 27 de marzo de 2006, fijando su celebración anual cada 17 de mayo.[2][4]
3. En noviembre de 2006, en la Conferencia de Plenipotenciarios de la UIT en Antalya (Turquía) se decidió combinar ambas celebraciones en el Día Mundial de las Telecomunicaciones y la Sociedad de la Información. En la Resolución 68 actualizada se invita a los Estados miembros y los Miembros de Sector a celebrar todos los años ese día organizando programas nacionales vinculados al nuevo enfoque establecido.[2][5]

Estos hitos no solo conmemoran avances técnicos y políticos, sino que también reafirman el compromiso continuo de la comunidad internacional para promover una sociedad de la información accesible y equitativa.

## Celebración
El 17 de mayo se celebra anualmente, este día conmemora la fundación de la Unión Internacional de Telecomunicaciones y la firma del primer Convenio Telegráfico Internacional en 1865. Desde su establecimiento, el WTISD ha sido un punto de encuentro para fomentar la conciencia sobre el rol de las TIC en las sociedades y economías modernas, y para abordar la brecha digital. Cada año se elige un tema específico que guía las actividades y discusiones a nivel global.

## Temas
Día Mundial de las Telecomunicaciones
- 1969: The ITU: Get to know the ITU, ('La UIT: Conoce la UIT') [7]
- 1970: Telecommunications and education, ('Telecomunicaciones y educación') [8]
- 1971: Space and telecommunications, ('Espacio y telecomunicaciones') [9]
- 1972: The world telecommunication network, ('La red mundial de telecomunicaciones') [10]
- 1973: International cooperation in the field of telecommunications, ('Cooperación internacional en el campo de las telecomunicaciones') [11]
- 1974: Telecommunications and transport, ('Telecomunicaciones y transporte') [12]
- 1975: Telecommunications and meteorology (ITU / WMO), ('Telecomunicaciones y meteorología (UIT / OMM)') [13]
- 1976: Telecommunication and the mass media (ITU / UNESCO), ('Telecomunicación y los medios masivos (UIT / UNESCO)') [14]
- 1977: Telecommunication and development (ITU / UNDP), ('Telecomunicación y desarrollo (UIT / PNUD)') [15]
- 1978: Radiocommunications, ('Radiocomunicaciones') [16]
- 1979: Telecommunications for all, ('Telecomunicaciones para todos') [17]
- 1980: Rural telecommunications, ('Telecomunicaciones rurales') [18]
- 1981: Telecommunications and health (ITU / WHO), ('Telecomunicaciones y salud (UIT / OMS)') [19]
- 1982: Telecommunications and international cooperation, ('Telecomunicaciones y cooperación internacional') [20]
- 1983: One world, one network, ('Un mundo, una red') [21]
- 1984: Telecommunications: expanding horizons, ('Telecomunicaciones: expandiendo horizontes') [22]
- 1985: Telecommunications for development, ('Telecomunicaciones para el desarrollo') [23]
- 1986: Partners in progress: governments, operating entities, manufacturers and users, ('Socios en el progreso: gobiernos, entidades operativas, fabricantes y usuarios') [24]
- 1987: Telecommunications in the service of nations, ('Telecomunicaciones al servicio de las naciones') [25]
- 1988: The transfer of technological know-how in the age of electronics, ('La transferencia de conocimiento tecnológico en la era de la electrónica') [26]
- 1989: International cooperation, ('Cooperación internacional') [27]
- 1990: Telecommunications and industrial development, ('Telecomunicaciones y desarrollo industrial') [28]
- 1991: Telecommunications and safety of human life, ('Telecomunicaciones y seguridad de la vida humana') [29]
- 1992: Telecommunications and space: new horizons, ('Telecomunicaciones y espacio: nuevos horizontes') [30]
- 1993: Telecommunications and human development, ('Telecomunicaciones y desarrollo humano') [31]
- 1994: Telecommunication and culture (ITU / UNESCO), ('Telecomunicación y cultura (UIT / UNESCO)') [32]
- 1995: Telecommunications and the environment, ('Telecomunicaciones y el medio ambiente') [33]
- 1996: Telecommunication and sport, ('Telecomunicación y deporte') [34]
- 1997: Telecommunications and humanitarian assistance, ('Telecomunicaciones y asistencia humanitaria') [35]
- 1998: Trade in telecommunications, ('Comercio en telecomunicaciones') [36]
- 1999: Electronic commerce, ('Comercio electrónico') [37]
- 2000: Mobile communications, ('Comunicaciones móviles') [38]
- 2001: The Internet: challenges, opportunities and prospects, ('Internet: desafíos, oportunidades y perspectivas') [39]
- 2002: ICT for all: empowering people to cross the Digital Divide, ('TIC para todos: empoderando a las personas para superar la brecha digital') [40]
- 2003: Helping all of the world’s people to communicate, ('Ayudando a toda la gente del mundo a comunicarse') [41]
- 2004: ICTs: leading the way to sustainable development, ('TIC: liderando el camino hacia el desarrollo sostenible') [42]
- 2005: Creating an equitable Information Society: Time for Action, ('Creando una Sociedad de la Información equitativa: Tiempo de actuar') [43]
- 2006: Promoting global cybersecurity, ('Promoviendo la ciberseguridad global')[44]

Día Mundial de la Sociedad de la Información
- 2006: First World Information Society Day, ('Primer Día Mundial de la Sociedad de la Información') [45]

Día Mundial de las Telecomunicaciones y de la Sociedad de la Información
- 2007: Connecting the young: the opportunities of ICT, ('Conectando a los jóvenes: las oportunidades de las TIC') [46]
- 2008: Connecting persons with disabilities: ICT opportunities for all, ('Conectando a personas con discapacidades: Oportunidades TIC para todos') [47]
- 2009: Protecting children in cyberspace, ('Protegiendo a los niños en el ciberespacio') [48]
- 2010: Better city, better life with ICTs, ('Mejor ciudad, mejor vida con las TIC') [49]
- 2011: Better Life in Rural Communities with ICTs, ('Mejor vida en comunidades rurales con las TIC') [50]
- 2012: Women and Girls in ICT, ('Mujeres y niñas en las TIC') [51]
- 2013: ICTs and improving road safety, ('Las TIC y la mejora de la seguridad vial') [52]
- 2014: Broadband for Sustainable Development, ('Banda ancha para el Desarrollo Sostenible') [53]
- 2015: Telecommunications and ICTs: Drivers of innovation, ('Telecomunicaciones y TIC: Motores de innovación') [54]
- 2016: ICT entrepreneurship for social impact, ('Emprendimiento TIC para impacto social') [55]
- 2017: Big Data for Big Impact, ('Big Data para un Gran Impacto') [56]
- 2018: Enabling the positive use of Artificial Intelligence for All, ('Facilitando el uso positivo de la Inteligencia Artificial para Todos') [57]
- 2019: Bridging the standardization gap, ('Cerrando la brecha de estandarización') [58]
- 2020: Connect 2030: ICTs for the Sustainable Development Goals (SDGs), ('Conectar 2030: TIC para los Objetivos de Desarrollo Sostenible (ODS)') [59]
- 2021: Accelerating digital transformation in challenging times, ('Acelerando la transformación digital en tiempos desafiantes') [60]
- 2022: Digital technologies for older persons and healthy ageing, ('Tecnologías digitales para personas mayores y envejecimiento saludable') [61]
- 2023: Empowering the least developed countries through information and communication technologies, ('Empoderando a los países menos desarrollados a través de las tecnologías de la información y comunicación') [62]
- 2024: Digital Innovation for Sustainable Development, ('Innovación digital para el desarrollo sostenible')[6][63]

## Desarrollos Recientes en la Política Digital Global
En el marco de los esfuerzos continuos para garantizar un entorno digital seguro y abierto, la Unión Europea, Estados Unidos y otros socios internacionales presentaron recientemente la Declaración sobre el futuro de Internet. Este documento, que coincide con los principios del Día Mundial de las Telecomunicaciones y de la Sociedad de la Información, enfatiza la necesidad de una internet abierta, libre y segura, subrayando el compromiso con la protección de los derechos humanos en el ámbito digital. La declaración, aunque no jurídicamente vinculante, refleja un consenso global sobre la importancia de mantener una internet descentralizada y accesible, alineándose con los valores y principios promovidos durante el WTISD.